# Röd sidenört
Röd sidenört (Asclepias curassavica) är en art inom familjen oleanderväxter.

### Webbkällor
- Svensk Kulturväxtdatabas